# Hopea auriculata
Hopea auriculata là loài thực vật họ Dầu. Đây là loài có đặc hữu của Malaysia.